# József Gyuricza
József Gyuricza (16. ledna 1934 Hódmezővásárhely, Maďarsko – 11. března 2020) byl maďarský sportovní šermíř, který se specializoval na šerm fleretem. Maďarsko reprezentoval v padesátých a šedesátých letech. Na olympijských hrách startoval v roce 1956, 1960 a 1964 v soutěži jednotlivců a družstev. V roce 1955 získal titul mistra světa v soutěži jednotlivců. S maďarským družstvem fleretistů vybojoval na olympijských hrách 1956 bronzovou olympijskou medaili a v roce 1957 vybojoval s družstvem titul mistrů světa.